# Badawada
Badawada è una suddivisione dell'India, classificata come nagar panchayat, di 7.654 abitanti, situata nel distretto di Ratlam, nello stato federato del Madhya Pradesh. In base al numero di abitanti la città rientra nella classe V (da 5.000 a 9.999 persone).

## Geografia fisica
La città è situata a 23° 34' 53 N e 75° 15' 35 E.

## Società

### Evoluzione demografica
Al censimento del 2001 la popolazione di Badawada assommava a 7.654 persone, delle quali 3.883 maschi e 3.771 femmine. I bambini di età inferiore o uguale ai sei anni assommavano a 1.355, dei quali 700 maschi e 655 femmine. Infine, coloro che erano in grado di saper almeno leggere e scrivere erano 4.164, dei quali 2.583 maschi e 1.581 femmine.